# Metacanthocephalus johnstoni
Metacanthocephalus johnstoni is een soort in de taxonomische indeling van de Acanthocephala (haakwormen). De worm wordt meestal 1 tot 2 cm lang. Ze komen algemeen voor in het maag-darmstelsel van ongewervelden, vissen, amfibieën, vogels en zoogdieren.
De haakworm komt uit het geslacht Metacanthocephalus en behoort tot de familie Rhadinorhynchidae. Metacanthocephalus johnstoni werd in 1983 beschreven door Krzysztof Zdzitowiecki.